# NGC 3298
NGC 3298 é uma galáxia elíptica (E-S0) localizada na direcção da constelação de Ursa Major. Possui uma declinação de +50° 07' 13" e uma ascensão recta de 10 horas, 37 minutos e 12,2 segundos.
A galáxia NGC 3298 foi descoberta em 12 de Abril de 1789 por William Herschel.